# Габріель Суме
Габріель Суме (у шлюбі Бевен д'Альтенхайм) (фр. Gabrielle Soumet; 1814—1886) — французька письменниця, поетеса та драматургиня.

## Біографія
Народилася у сім'ї Александра Суме, поета та драматурга, члена Французької академії. 1834 року взяла шлюб з Бевен д'Альтенхаймом, який згодом став генеральним інспектором народної освіти Франції.

## Вибрані твори
- Les Filiales (збірка поезій, 1836)
- Le Gladiateur (трагедія, 1841)
- Le Clône du roi (1841).
- Jane Grey (п'єса, 1844)
- Berthe Bertha (поема, 1843)
- Récits de l’Histoire d’Angleterre (1856)
- Récits de l’Histoire d’Espagne
- Les Marguerite de France
- La Croix et la Lyre (1858)
- Les Quatre Siècles littéraires (1859)
- Dieu pardonne.
- Journal des jeunes personnes.